# Château de Badefols-d'Ans
Le château de Badefols est un château français implanté sur la commune de Badefols-d'Ans, dans le département de la Dordogne, en région Nouvelle-Aquitaine.

## Localisation
Dans le Périgord noir, au sud-est du département de la Dordogne, le château de Badefols est situé dans le village de Badefols-d'Ans. 

## Historique
Le site est occupé depuis l'époque gallo-romaine. Le château a été construit sur le site d'une villa. La terre de Badefols-d'Ans faisait partie de la vicomté de Limoges depuis sa fondation, en 876.
Badefols appartenait à la châtellenie d'Ans, fief mouvant de l'évêché d'Angoulême depuis le XIIe siècle, compris dans la vicomté de Limoges.
Le château est construit au XIIIe siècle par la famille de Badefol. Un acte d'échange daté de 1292 cite le repaire de Badefou. En 1368, le prince de Galles donne le château à Bertran II de Born, chevalier, seigneur de Hautefort et de Thenon. Bertran II de Born a combattu contre les Anglais pendant les règnes de Jean II le Bon, Charles V et Charles VI. 
Le prince de Galles s'est emparé du Limousin qu'il tenait en grande partie en 1355. Jeanne de Penthièvre était alors vicomtesse de Limoges, mariée à Charles de Blois. Celui-ci avait été fait prisonnier en 1347 et libéré en 1356 après paiement d'une rançon. Après la bataille de Poitiers et le traité de Brétigny, la vicomté de Limoges est passée dans les possessions de la Guyenne pour former le duché d'Aquitaine au profit du prince de Galles. Le traité de Guérande de 1365 a mis fin à la première guerre de Succession de Bretagne reconnaissant Jeanne de Penthièvre comme vicomtesse de Limoges qui est toujours occupée par les Anglais. Cependant la guerre et la rançon de Charles de Blois avaient conduit à un endettement important de Jeanne de Penthièvre. Elle avait fait deux emprunts de 60 000 et 10 200 florins d'or en 1366 auprès de Jean Goldbetre, bourgeois de Bruges. Deux ans plus tard, celui en réclama le remboursement. Jeanne de Penthièvre dut alors vendre ses seigneuries dans la vicomté en 1368 pour le rembourser. La vente des châteaux et châtellenies a commencé le 5 décembre 1368, sauf le château et la châtellenie de Limoges. Oliver de Clisson s'est porté caution pour une obligation de 70 200 florins auprès de Bartolomé Epiphane de Lucques, marchand à Paris. Jeanne de Penthièvre ne pouvant garder la vicomté l'a donnée en 1369 à Charles V qui l'a réunie à la Couronne. Les ducs de Berry, de Bourbon et Bertrand du Guesclin sont entrés dans Limoges en 1369, mais eux partis, le prince de Galles s'empare de nouveau de Limoges et met la ville au pillage. Charles V rend la vicomté de Limoges à Jeanne de Penthièvre qui la conserve jusqu'à sa mort. 
Jeanne de Penthièvre, comtesse de Penthièvre et vicomtesse de Limoges, qualifie Bertran II de Born de son amé cousin, le sire de Autefort, dans des lettres données à Paris le 17 août 1375 et portant quittance de ce qu'il avait pris sur ses revenus pour assurer la défense de ses châteaux de Moruscle, Badefoul et Chasens. Il est mort en 1383 ou 1384. Il avait fait de ses filles ou de son neveu ses héritiers universels. Seule Marthe de Born lui a survécu et s'est mariée à Hélie de Gontaud qui a substitué à son nom celui de Hautefort qualifié de damoiseau de Badefol, seigneur de Hautefort et de Thenon.
La vicomté de Limoges pense ensuite à son fils, Jean Ier de Châtillon, puis après sa mort à Guillaume de Châtillon-Blois dont la fille Françoise de Châtillon s'est mariée avec Alain d'Albret. 
Le château a été réaménagé au XVe siècle en ouvrant des fenêtres à meneaux et en réalisant un chemin de ronde.
Jeanne d'Albret a offert la seigneurie de Badefols à son mari, Antoine de Bourbon au moment de leur mariage, en 1548. Gauthier de Badefols a acheté à Henri II la haute justice sur l'étendue de sa terre et quelques territoires voisins.
Le 8 août 1600, Guy de Badefols, chevalier Seigneur de Peyraux, de Muratel et de La Cour, a acquis tous droits de justice, haute, moyenne et basse, sur les seigneuries de Badefols, Saint-Lazare et Saint-Nicolas, dépendantes de la châtellenie d'Ans  pour 5 275 écus par les commissaires d'Henri IV, du consentement de sa sœur, Catherine de Bourbon, duchesse de Lorraine, comtesse de Périgord, vicomtesse de Limoges.
Le dernier propriétaire de la famille de Badefols a été son fils, Louis de Badefols, qui, dans son testament fait le 23 juin 1627, a institué comme légataire universel François-Charles de Ferrières de Sauveboeuf, auquel il a substitué, s'il ne se mariait pas avec une de ses nièces, François de Royère, fils de Philibert de Royère et de sa sœur, Marguerite de Badefols. François-Charles de Ferrières étant mort deux ans plus tard sans être marié, l'héritage est passé à François de Royère, à charge de legs importants qui ont été la cause de longs procès avec la famille d'Aubusson descendants de Françoise de Badefols, sœur de Marguerite de Badefols, qui ne s'est terminé qu'en 1726. François de Royère a été tué au cours d'un duel, en 1641.
Dominique de Royère, arrière-petit-fils de François de Royère, marquis de Peyraux, seigneur de Lons, Saint-Lazare, Monzibre et autres lieux, marié en 1721 avec Marie-Antoinette-Augustine de Salignac Fénelon, a cédé, à titre de transaction passée le 26 juin 1726, à Jean de Bertin, comte de Saint-Géran, seigneur de Vux et autres lieux, « en propriété et usufruit les terres et seigneuries de Badefol et Châtres, avec toute haute, moyenne et basse justice et tous droits honorifiques, dîmes, cens, rentes, domaines, moulins, près, vignes, , bois et champfroids, honneurs et devoirs seigneuriaux, appartenances et dépendances d'icelles, à l'exception de ce qui est dans la paroisse de Saint-Lazare », promettant « de remettre de bonne foy audit seigneur de Bertin tous les titres, papiers, liepves et documents quelconques qui seront en son pouvoir concernant lesd. terres et seigneuries ».
La famille de Royère de Pons a ajouté un bâtiment au XVIIIe siècle coiffé d'un toit à la Mansart.
C'est au château de Badefols qu'est né le 1er octobre 1727 Mgr Jean-Marc de Royère, évêque de Tréguier puis de Castres, abbé commendataire de Dalon, mort le 24 mai 1802 à l'abbaye d'Alcobaça (Portugal).
Le 19 décembre 1753, Jean de Bertin a revendu Badefol et Châtres à François de Bonneguise, époux d'Anne de Salignac-Fénelon (†1788) depuis 1728, frère aîné de Jean de Bonneguise, évêque d'Arras, premier écuyer du comte d'Eu, lieutenant-colonel du régiment d'Eu, qui les a réunies à ses domaines d'Artigeas et de La Chapelle qu'il possédait héréditairement. Il est mort à Badefol le 21 octobre 1784. Il a constitué en dot la terre de Badefol à son neveu Charles-Gratien de Bonneguise, lieutenant-colonel du régiment d'Eu en 1763, brigadier des armées du roi en 1780, lors de son mariage avec dame Marie-Élisabeth-Charlotte Lemaire-Dessource, par contrat passé le 26 et 28 janvier 1766.

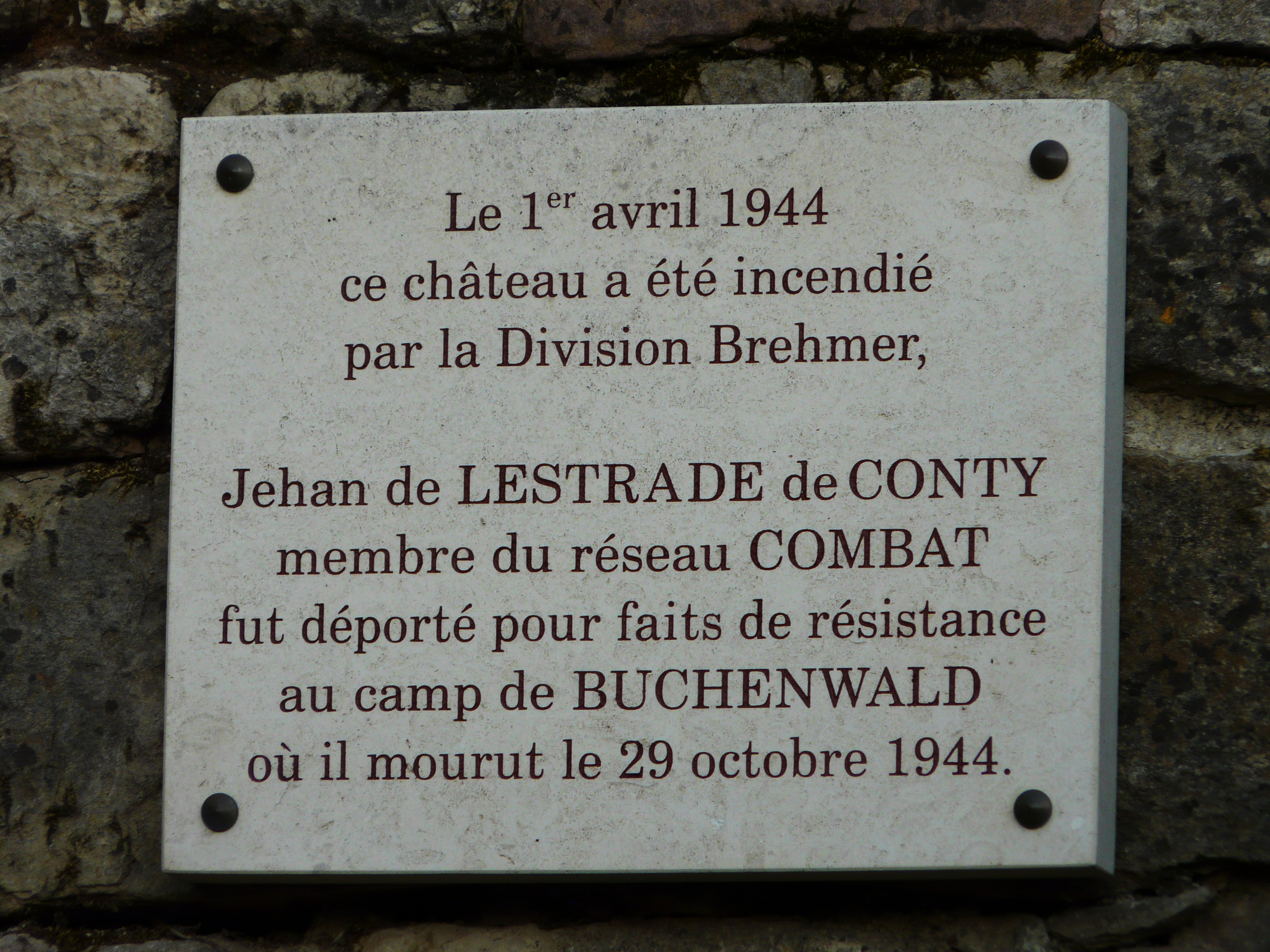
Plaque commémorative

L'ensemble des terres tenues par François de Bonneguise a été élevée en marquisat par Louis XV en 1752 (ou 1762).
Charles-Gratien de Bonneguise devenu veuf a revendu la terre de Bonneguise à Jean-Baptiste Daubrée le 8 prairial an X pour le prix de 94 000 francs. Le château est devenu la propriété de la famille Lestrade de Conty à la fin du XIXe siècle.
Le 1er avril 1944, les Allemands de la division Brehmer sont venus arrêter le comte Jehan de Lestrade de Conty et son fils Louis, propriétaires du château et membres du réseau de résistance Organisation civile et militaire (OCM), associé au réseau Combat et ont pillé et incendié le château. Ils ont été déportés au camp de Buchenwald où Jehan de Lestrade de Conty est mort. Après la Libération, le château a été restauré au titre des dommages de guerre.

## Protection
Le château a été inscrit au titre des monuments historiques le 11 septembre 2007.